# Informationsverbund Deutschschweiz
Der Informationsverbund Deutschschweiz (IDS) war ein schweizerischer Bibliotheksverbund in der Rechtsform eines Vereins mit Sitz in Zürich. Er ist im Dezember 2020 (mit einer Übergangszeit bis März 2021) zusammen mit anderen Verbünden in der Swiss Library Service Platform (SLSP) mit ihrem Verbundkatalog Swisscovery aufgegangen.

## Geschichte
Der IDS wurde 1994 gegründet und nahm 1999 die operative Arbeit auf. Er wurde getragen von den sieben Vertretern der Deutschschweizer Universitätsbibliotheken und der Bibliothek der ETH. In vier Aleph-Verbünden deckte er alle Universitäts- und Hochschulbibliotheken der Deutschschweiz ab. Der IDS umfasste an 400 Bibliotheken, in vier Katalogen waren über 17 Millionen Titelaufnahmen mit über 27 Millionen Exemplaren verzeichnet. Der grösste Teil dieser Bibliotheken befand sich in der Deutschschweiz, es waren aber auch Bibliotheken aus der Französischen und Italienischen Schweiz vertreten.
Die Verbünde selbst waren autonom, mit einer schlanken Verbundorganisation für gemeinsame Projekte existierte jedoch eine enge Zusammenarbeit. Ebenso wurde eine aktive Zusammenarbeit mit den IDS-Partnern, den weiteren Verbünden in der Schweiz, der Schweizerischen Nationalbibliothek und den Verbünden und Nationalbibliotheken in Deutschland und Österreich gepflegt.
Kooperativ organisierte Aufgaben waren:
- Gemeinsames Regelwerk Katalogisierungsregeln IDS (KIDS) – wurde Anfang 2016 abgelöst durch Resource Description and Access (RDA) mit den Anwendungsregeln D-A-CH
- Gemeinsame Autoritätsdatenbank als Spiegeldatenbank der Gemeinsamen Normdatei (GND)
- Gemeinsame Benutzerdatei zum Austausch von Adressinformationen
- IDS-Kurier mit Anbindung an die Kooperative Speicherbibliothek Schweiz

Nach einer Übergangszeit seit der Einführung des Verbundkatalogs Swisscovery der Swiss Library Service Platform (am 7. Dezember 2020) in den Regelbetrieb im März 2021 stellte der IDS seine Tätigkeit vollständig ein und löste sich als Verein auf.

## Teilverbünde
Es existierten folgende Teilverbünde mit eigenen Katalogen:
- IDS Basel Bern
- IDS Luzern
- IDS St. Gallen
- NEBIS

## Partner
Eine Zusammenarbeit wurde mit folgenden IDS-Partnern gepflegt:
- Aargauer Kantonsbibliothek
- Bibliothèque nationale de Luxembourg
- Kantonsbibliothek Graubünden
- Liechtensteinische Landesbibliothek
- Sistema Bibliotecario Ticinese
- St. Galler Bibliotheksnetz